# L'Abbesse de Castro (film)
Pour les articles homonymes, voir L'Abbesse de Castro.
Pour plus de détails, voir Fiche technique et Distribution.
L'Abbesse de Castro (La badessa di Castro) est un film italien réalisé par Armando Crispino et sorti en 1974.
C'est une adaptation de la nouvelle homonyme (it) de Stendhal, publiée en 1839, faisant partie du recueil des Chroniques italiennes.

## Synopsis
Dans la seconde moitié du XVIe siècle, Elena dei Signori di Campireali, devenue religieuse contre son gré, s'éprend d'un évêque et tombe enceinte. L'Église, ayant pris connaissance de ce crime, charge l'inquisition de lui faire avouer qui est le père de l'enfant. Elena a le temps d'accoucher et de sauver l'enfant, puis se suicide pour éviter la torture.

## Fiche technique
Sauf indication contraire, les informations mentionnées dans cette section peuvent être confirmées par la base de données cinématographiques IMDb,  présente dans la section « Liens externes ».
- Titre français : L'Abbesse de Castro[1]
- Titre original : La badessa di Castro[2]
- Réalisateur : Armando Crispino
- Scénario : Armando Crispino, Lucio Battistrada (it) d'après la nouvelle L'Abbesse de Castro (it) de Stendhal
- Photographie : Gábor Pogány
- Montage : Carlo Reali
- Musique : Carlo Savina
- Sociétés de production : Clauda Cinematografica
- Pays de production :  Italie
- Langue originale : italien
- Format : Couleur par Telecolor - 2,35:1 - Son mono - 35 mm
- Durée : 102 minutes (1 h 42[2])
- Genre : Drame érotique
- Dates de sortie :
  - Italie : 20 juin 1974 (Milan)
  - France : 1987[1]
- Classification :
  - Italie : Interdit aux moins de 14 ans[2]

## Distribution
- Barbara Bouchet : Elena, abbesse de Castro
- Pier Paolo Capponi : Monseigneur Cittadini
- Ida Galli (sous le nom d'« Evelyn Stewart ») : Sœur Margherita
- Antonio Cantafora : Giulio
- Mara Venier : La maîtresse de Giovanni
- Luciana Turina : Sœur Rufina
- Ciro Ippolito : Cesare
- Stefano Oppedisano : Giovanni
- Serena Spaziani : Sœur Agata
- Jole Fierro : La mère d'Elena
- Giancarlo Maestri : Ugone
- Marcello Tusco : Saverio
- Franca Lumachi : Sœur Liberata
- Giuseppe Pertile : Cardinal Farnese
- Patrizia Valturri : Mariuccia
- Attilio Dottesio : Le médecin
- Goffredo Unger : Capitaine Zanesi